# Hemiteles phloeas
Hemiteles phloeas là một loài tò vò trong họ Ichneumonidae.